# Legge elettorale italiana del 1946
La legge elettorale del 1946 fu la normativa proporzionalistica che, con alcune variazioni, strutturò il funzionamento delle elezioni politiche italiane dalla fine della seconda guerra mondiale fino al 1993.

## Quadro normativo
La legge elettorale proporzionale fu introdotta dopo la fine del fascismo e della guerra, con il decreto legislativo luogotenenziale n. 74 del 10 marzo 1946, dopo essere stata approvata dalla Consulta nazionale il 23 febbraio 1946 con 178 sì e 84 no.
Concepita per gestire le elezioni dell'Assemblea Costituente previste per il successivo 2 giugno, fu poi recepita come normativa elettorale per la Camera dei deputati con la legge n. 6 del 20 gennaio 1948. La formula proporzionale del testo fu successivamente e temporaneamente sconvolta dalla legge n. 148 del 1953 la quale, su iniziativa del governo di Alcide De Gasperi, introdusse un premio di maggioranza per la coalizione che avesse eventualmente raggiunto la maggioranza assoluta dei consensi: tale modifica, fortissimamente osteggiata dalle opposizioni che la bollarono con l'epiteto di Legge Truffa, non dispiegò mai i suoi effetti perché nella successiva tornata elettorale le forze di governo non riuscirono a conseguire il quorum previsto. Fu così che il premio fu abolito senza mai aver trovato applicazione e l'intera normativa trovò definitiva sistemazione col testo unico n. 361 del 30 marzo 1957.
Per quanto riguarda il Senato della Repubblica, i suoi criteri di elezione vennero stabiliti con la legge n. 29 del 6 febbraio 1948 la quale, rispetto a quella per la Camera, conteneva alcuni piccoli correttivi in senso maggioritario, pur mantenendosi anch'essa in un quadro larghissimamente proporzionale.
Rimasto in vigore per quasi cinquant'anni, il sistema elettorale proporzionale fu oggetto di pesanti critiche nei primi anni novanta, in quanto giudicato causa di frammentazione partitica ed instabilità governativa; fu abolito a seguito del referendum del 18 aprile 1993, lasciando campo ad un sistema prevalentemente maggioritario, il Mattarellum.

## Circoscrizioni
Il territorio nazionale italiano era suddiviso in 32 circoscrizioni plurinominali assegnatarie di un numero di seggi variabili a seconda della popolazione. Ogni circoscrizione comprendeva una o più province, secondo il seguente elenco:
1. Torino (Torino, Novara, Vercelli);
2. Cuneo (Cuneo, Alessandria, Asti);
3. Genova (Genova, Imperia, La Spezia, Savona);
4. Milano (Milano, Pavia);
5. Como (Como, Sondrio, Varese);
6. Brescia (Brescia, Bergamo);
7. Mantova (Mantova, Cremona);
8. Trento (Trento, Bolzano);
9. Verona (Verona, Padova, Vicenza, Rovigo);
10. Venezia (Venezia, Treviso);
11. Udine (Udine, Belluno);
12. Trieste (Trieste e Venezia Giulia, Zara);
13. Bologna (Bologna, Ferrara, Ravenna, Forlì);
14. Parma (Parma, Modena, Piacenza, Reggio Emilia);
15. Firenze (Firenze, Pistoia);
16. Pisa (Pisa, Livorno, Lucca, Apuania);
17. Siena (Siena, Arezzo, Grosseto);
18. Ancona (Ancona, Pesaro, Macerata, Ascoli Piceno);
19. Perugia (Perugia, Terni, Rieti);
20. Roma (Roma, Viterbo, Latina, Frosinone);
21. L'Aquila (Aquila, Pescara, Chieti, Teramo);
22. Benevento (Benevento, Campobasso);
23. Napoli (Napoli, Caserta);
24. Salerno (Salerno, Avellino);
25. Bari (Bari, Foggia);
26. Lecce (Lecce, Brindisi, Taranto);
27. Potenza (Potenza, Matera);
28. Catanzaro (Catanzaro, Cosenza, Reggio Calabria);
29. Catania (Catania, Messina, Siracusa, Ragusa, Enna);
30. Palermo (Palermo, Trapani, Agrigento, Caltanissetta);
31. Cagliari (Cagliari, Sassari, Nuoro);
32. Aosta (Aosta).

Si noti come il riparto geografico seguisse un po' ingenuamente i confini nazionali antecedenti il 1940, nonostante il negativo svolgimento della guerra avesse sottratto al controllo dello Stato vasti territori sui confini orientali, oggetto dal 1943 dapprima all'occupazione tedesca, e poi a quella jugoslava. Nei fatti, le elezioni per l'Assemblea Costituente non ebbero luogo nei territori ancora sottoposti all'occupazione militare degli eserciti delle Nazioni Unite, cioè l'Alto Adige (amputando l'VIII circoscrizione ) e l'intera Venezia Giulia (rendendo inefficace la congegnata XII circoscrizione). L'entrata in vigore del trattato di pace comportò il ristabilimento nella sua pienezza della circoscrizione Trentino-Alto Adige, mentre la parte della Provincia di Gorizia che fu restituita all'Italia fu aggregata all'XI circoscrizione di Udine. Quando poi nel 1954 anche il circondario di Trieste tornò sotto la sovranità italiana, la nuova provincia divenne la minuscola parte residua della finalmente attivata XII circoscrizione.

## Funzionamento per la Camera
In base alla legge in oggetto, i partiti presentavano in ogni circoscrizione una lista di candidati. L'assegnazione di seggi alle liste circoscrizionali avveniva con un sistema proporzionale utilizzando il metodo dei divisori con quoziente Imperiali; determinato il numero di seggi guadagnati da ciascuna lista, venivano proclamati eletti i candidati che, all'interno della stessa, avessero ottenuto il maggior numero di preferenze da parte degli elettori, i quali potevano esprimere il loro gradimento per un massimo di quattro candidati.
I seggi e i voti residuati a questa prima fase venivano raggruppati poi nel collegio unico nazionale, all'interno del quale gli scranni venivano assegnati sempre col metodo dei divisori, ma utilizzando ora il quoziente Hare naturale ed esaurendo il calcolo tramite il metodo dei più alti resti. La legge originaria per la Costituente prevedeva qui una lista bloccata di grandi personalità, da cancellare automaticamente dalle liste circoscrizionali in caso di elezione nazionale, salvo poi dar loro un potere di opzione nel 1948: le critiche a questa facoltà portarono poi ad elaborare, dalla terza legislatura, un complicato meccanismo di reinserimento dei seggi nazionali nelle circoscrizioni locali.
Per accedere alla ripartizione dei seggi del collegio unico nazionale i partiti dovevano conseguire almeno 300.000 voti validi e un quoziente pieno in una circoscrizione.

## La normativa sul Senato
Differentemente dalla Camera, la legge elettorale del Senato si articolava su base regionale, seguendo il dettato costituzionale (art.57). Ogni Regione era suddivisa in tanti collegi uninominali quanti erano i seggi ad essa assegnati. All'interno di ciascun collegio, veniva eletto il candidato che avesse raggiunto il quorum del 65% delle preferenze: tale soglia, oggettivamente di difficilissimo conseguimento, tradiva l'impianto proporzionale su cui era concepito anche il sistema elettorale della Camera alta. Qualora, come normalmente avveniva, nessun candidato avesse conseguito l'elezione, i voti di tutti i candidati venivano raggruppati in liste di partito a livello regionale, dove i seggi venivano allocati utilizzando il metodo D'Hondt delle maggiori medie statistiche e quindi, all'interno di ciascuna lista, venivano dichiarati eletti i candidati con le migliori percentuali di preferenza. Essendo come detto un puro pro forma, la mappa dei collegi disegnata nel 1948 non venne mai aggiornata, neppure nel 1963 quando una riforma costituzionale aumentò i seggi del Senato, e rimase quindi identica per 45 anni. Infatti nel 1958 si adottò il sistema del collegio storico, secondo cui i collegi non venivano modificati, anche qualora ad una regione venisse assegnato un numero maggiore di seggi.
I seggi assegnati con sistema maggioritario sono riportati nella seguente tabella:
| Elezione | seggi |
| -------- | ----- |
| 1948     | 15    |
| 1953     | 6     |
| 1958     | 5     |
| 1963     | 3     |
| 1968     | 2     |
| 1972     | 2     |
| 1976     | 2     |
| 1979     | 1     |
| 1983     | 1     |
| 1987     | 1     |
| 1992     | 2     |